# Been Like This
Singles par Meghan Trainor
Wrap Me Up
(2023) To the Moon
(2024)
Singles par T-Pain
Biggest Booty
(2024)
Been Like This est une chanson des auteurs-compositeurs-interprètes américains Meghan Trainor et T-Pain. Elle est écrite avec Kurt Thum, le frère de Meghan Trainor, Ryan, et les producteurs Gian Stone et Grant Boutin, et est publiée par Epic Records le 14 mars 2024 en tant que single principal du sixième album studio de Meghan Trainor, Timeless.